# Guillem Ramon Boïl
Guillem Ramon Boïl (? - 28 de novembre de 1532) fou bisbe de Girona. natural de la ciutat de València assumí el càrrec de bisbe el 14 de setembre de 1508, essent en aquell moment prior del monestir de Santa Maria de Meià, no adscrit a cap bisbat, de l'orde de Sant Benet. Fou comissionat pel Rei d'Aragó a la Cúria romana i quan retornava per mar al bisbat fou pres el mes de febrer de 1527 pel General de Galeres de França Miquel, amb qui estava en guerra llavors amb la Corona d'Aragó; i dut a Marsella on fou empresonat. Restà en aquesta situació fins que el cabiscol de Girona i el clero del bisbat, el redimí del captiveri mitjançant el pagament d'un rescat. Governà per un període de 24 anys el bisbat fins a la seva mort, quan fou enterrat en un sepulcre de marbre dipositat a la Capella de Nostra Senyora del claustre de la Catedral de Girona.